# Nachšon Wachsman
Nachšon Wachsman (hebrejsky: נחשון מרדכי וקסמן‎, 3. dubna 1975, Jeruzalém – 14. října 1994, Bir Nabala) byl voják Izraelských obranných sil (IOS) a příslušník brigády Golani, který byl 9. října 1994 unesen teroristy z hnutí Hamás. Za jeho propuštění Hamás požadoval propuštění 200 palestinských Arabů a několik předních muslimských vůdců, včetně šejcha Ahmeda Jásina a Abd al-Karíma Ubajda. Po šesti dnech věznění se o jeho osvobození u Ramalláhu pokusilo elitní izraelské komando Sajeret Matkal, ale Wachsmana našli již mrtvého. Událost zastavila tehdejší izraelsko-palestinská mírová jednání.